# صحيفة الاتحاد العربي
صحيفة الاتحاد العربي صحيفة عربية فلسطينية يومية، صدرت وتأسست عام 1925 في مدينة طولكرم بفلسطين، وهي من أوائل وأقدم الصحف الفلسطينية، وأول صحيفة تصدر من مدينة طولكرم، وقد شمل توزيعها سائر مناطق فلسطين، والأقطار العربية.

## تاريخ الصحيفة
تأسست صحيفة الاتحاد العربي في مدينة طولكرم الفلسطينية بتاريخ 15 أبريل 1925 على يد سليم عبد الرحمن الحاج إبراهيم من مدينة طولكرم، وهو من رجالات الثورة الفلسطينية، وأحد زعماء الحركة الوطنية الفلسطينية في مدينة طولكرم وفلسطين، ومن قيادات الثورة العربية، كما كان من أعضاء جمعية العربية الفتاة.
كانت صحيفة الاتحاد العربي من أوائل الصحف الفلسطينية وأقدمها، وكانت تصدر يوميًا من مدينة طولكرم إلى عموم فلسطين والعالم العربي، وقد اختصت في المجالات الإخبارية والسياسية والاقتصادية والاجتماعية والأدبية المتنوعة.

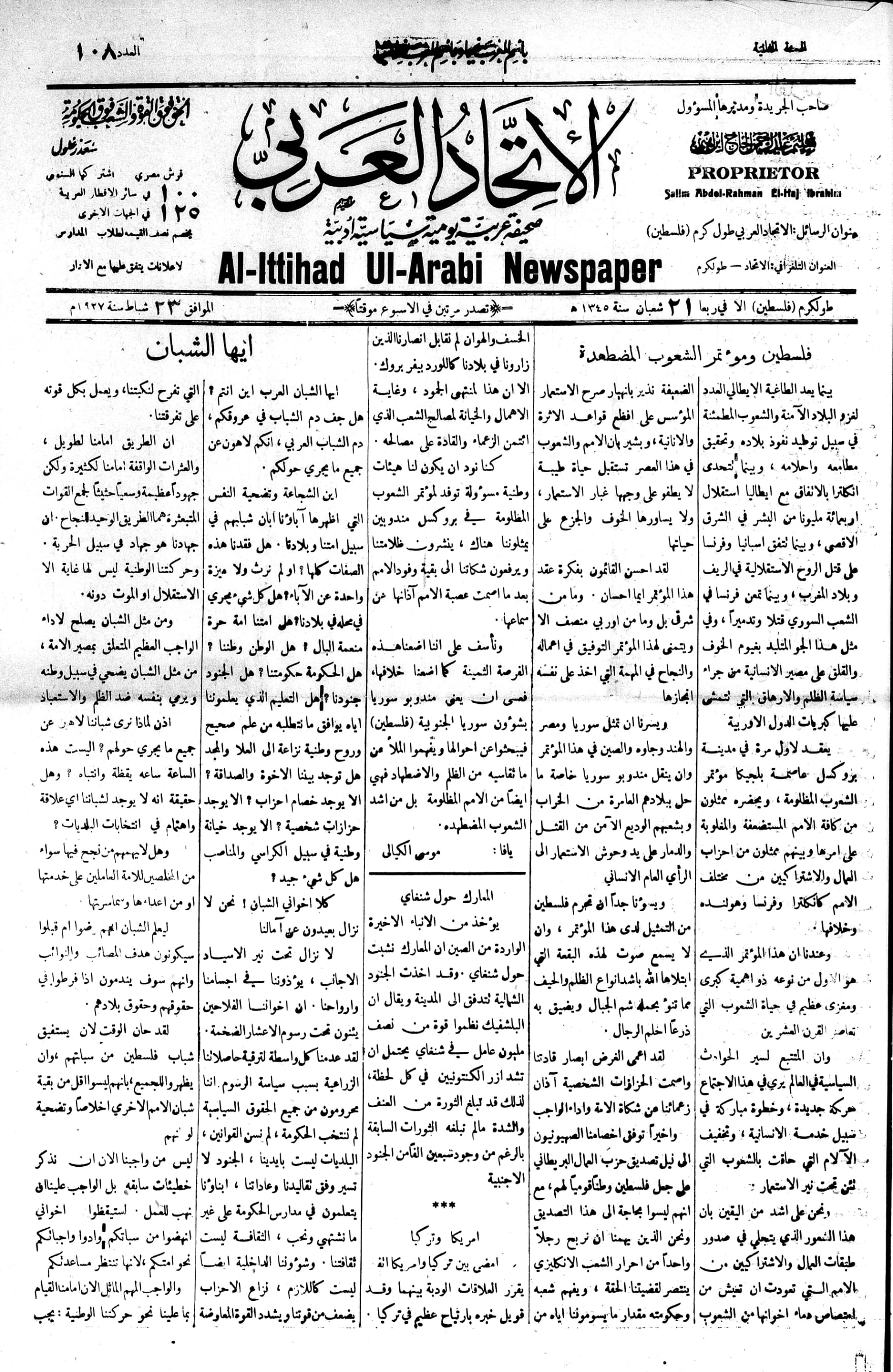
صورة لصحيفة الاتحاد العربي

## مقر الصحيفة
يقع مقر الصحيفة ومطابعها في مدينة طولكرم بالضفة الغربية.

## شعار الصحيفة
اتخذت صحيفة الاتحاد العربي من جملة «باسم العرب نحيا، وباسم العرب نموت» شعاراً لها.

## وصلات خارجية
- تصفح: أرشيف صحيفة الاتحاد العربي